# Earth (ban nhạc Mỹ)
Earth là một người Mỹ ban nhạc thành lập tại Olympia, Washington, vào năm 1989 và dẫn đầu bởi guitarist Dylan Carlson. Âm nhạc Earth hầu như không lời, và có thể được chia ra làm hai giai đoạn. Các nhạc phẩm đầu tay có những tiếng biến âm, drone, đậm chất tối giản, với bài hát có cấu trúc dài, lập lại. Thời kỳ sau đó cho thấy ban nhạc giảm bớt biến âm và kết hợp các yếu tố của country, jazz rock, và folk. Earth được xem là ban nhạc tiên phong của drone metal, và album Earth 2 là một cột mốc của thể loại này.

## Thành viên
Thành viên hiện tại
- Dylan Carlson – guitar
- Adrienne Davies – trống
- Bill Herzog - bass

Thành viên trước đây
- Slim Moon – hát
- Greg Babior – guitar
- Joe Preston – guitar bass, bộ gõ
- Ian Dickson – guitar, guitar bass
- Dave Harwell – guitar bass
- John Schuller - fender precision bass
- Sean McElligot – guitar
- Michael McDaniel – trống
- Jonas Haskins – baritone guitar
- Don McGreevy – guitar bass
- Steve "Stebmo" Moore - Piano điển, trombone, acoustic grand piano, Hammond organ, piano điện Wurlitzer
- Lori Goldston - cello
- Karl Blau – guitar bass
- Angelina Baldoz - guitar bass (lưu diễn)

## Đĩa nhạc
Album phòng thu
- Earth 2: Special Low-Frequency Version (1993)
- Phase 3: Thrones and Dominions (1995)
- Pentastar: In the Style of Demons (1996)
- Hex; Or Printing in the Infernal Method (2005)
- The Bees Made Honey in the Lion's Skull (2008)
- Angels of Darkness, Demons of Light I (2011)
- Angels of Darkness, Demons of Light II (2012)
- Primitive and Deadly (2014)